# Murosternum pentagonale
Murosternum pentagonale là một loài bọ cánh cứng trong họ Cerambycidae.